# Campeonato Mundial de Atletismo de 2022 - 20 km marcha atlética masculina
A competição da marcha atlética masculina 20 km no Campeonato Mundial de Atletismo de 2022 foi realizada em Eugene, nos Estados Unidos, no dia 15 de julho de 2022.

## Recordes
Antes da competição, os recordes eram os seguintes:
| Recorde mundial                               | Yūsuke Suzuki (JPN)       | 1:16:36 | Nomi, Japão                | 15 de março de 2015   |
| Recorde do campeonato                         | Jefferson Pérez (ECU)     | 1:17:21 | Seine-Saint-Denis, França  | 23 de agosto de 2003  |
| Recorde do ano                                | Vasiliy Mizinov (ANA)     | 1:17:47 | Sóchi, Rússia              | 31 de janeiro de 2022 |
| Recorde da África                             | Samuel Gathimba (KEN)     | 1:18:23 | Nairóbi, Quênia            | 18 de junho de 2021   |
| Recorde da Ásia                               | Yūsuke Suzuki (JPN)       | 1:16:36 | Nomi, Japão                | 15 de março de 2015   |
| Recorde da América do Norte, Central e Caribe | Julio René Martínez (GUA) | 1:17:46 | Eisenhüttenstadt, Alemanha | 8 de maio de 1999     |
| Recorde da América do Sul                     | Jefferson Pérez (ECU)     | 1:17:21 | Seine-Saint-Denis, França  | 23 de agosto de 2003  |
| Recorde da Europa                             | Yohann Diniz (FRA)        | 1:17:02 | Arles, França              | 8 de março de 2015    |
| Recorde da Oceania                            | Nathan Deakes (AUS)       | 1:17:33 | Cixi, China                | 23 de abril de 2015   |

## Medalhistas
| Ouro                      | Prata            | Bronze                  |
| Toshikazu Yamanishi (JPN) | Koki Ikeda (JPN) | Perseus Karlström (SWE) |

## Tempo de qualificação
| Tempo de qualificação |
| --------------------- |
| 1:21:00               |

## Calendário
| Data        | Horário | Fase  |
| ----------- | ------- | ----- |
| 15 de julho | 15:10   | Final |

Todos os horários estão no horário local (UTC-7)

## Resultado final
A final ocorreu dia 15 de julho às 15:10.
| Pos.              | Atleta                  | Nacionalidade  | Tempo   | Notas                |
| ----------------- | ----------------------- | -------------- | ------- | -------------------- |
| Medalha de ouro   | Toshikazu Yamanishi     | Japão          | 1:19:07 | Recorde da temporada |
| Medalha de prata  | Koki Ikeda              | Japão          | 1:19:14 |                      |
| Medalha de bronze | Perseus Karlström       | Suécia         | 1:19:18 | Recorde da temporada |
| 4                 | Samuel Gathimba         | Quênia         | 1:19:25 | Recorde da temporada |
| 5                 | Brian Pintado           | Equador        | 1:19:34 | Recorde pessoal      |
| 6                 | Caio Bonfim             | Brasil         | 1:19.51 |                      |
| 7                 | Álvaro Martín           | Espanha        | 1:20:19 |                      |
| 8                 | Hiroto Jusho            | Japão          | 1:20:39 |                      |
| 9                 | Alberto Amezcua         | Espanha        | 1:20:44 |                      |
| 10                | César Augusto Rodríguez | Peru           | 1:20:59 |                      |
| 11                | David Hurtado           | Equador        | 1:21:11 |                      |
| 12                | Wayne Snyman            | África do Sul  | 1:21:23 |                      |
| 13                | Wang Kaihua             | China          | 1:21:41 | Recorde da temporada |
| 14                | Cui Lihong              | China          | 1:22:17 |                      |
| 15                | Francesco Fortunato     | Itália         | 1:22:50 |                      |
| 16                | Diego García            | Espanha        | 1:23:21 |                      |
| 17                | Declan Tingay           | Austrália      | 1:23:28 |                      |
| 18                | Andrés Olivas           | México         | 1:23:26 |                      |
| 19                | Rhydian Cowley          | Austrália      | 1:23:37 |                      |
| 20                | Aleksi Ojala            | Finlândia      | 1:23:40 |                      |
| 21                | José Eduardo Ortiz      | Guatemala      | 1:23:48 |                      |
| 22                | Éider Arévalo           | Colômbia       | 1:24:32 |                      |
| 23                | Jordy Jiménez           | Equador        | 1:24:35 |                      |
| 24                | Zhang Jun               | China          | 1:24:35 |                      |
| 25                | Julio César Salazar     | México         | 1:25:16 |                      |
| 26                | Miroslav Úradník        | Eslováquia     | 1:25:40 |                      |
| 27                | José Oswaldo Calel      | Guatemala      | 1:26:24 |                      |
| 28                | Georgiy Sheiko          | Cazaquistão    | 1:26:40 |                      |
| 29                | Eiki Takahashi          | Japão          | 1:26:46 |                      |
| 30                | Matheus Corrêa          | Brasil         | 1:27:31 |                      |
| 31                | Nick Christie           | Estados Unidos | 1:28:28 |                      |
| 32                | Gianluca Picchiottino   | Itália         | 1:28:33 |                      |
| 33                | Kyle Swan               | Austrália      | 1:28:43 |                      |
| 34                | Choe Byeong-kwang       | Coreia do Sul  | 1:28:56 |                      |
| 35                | Quentin Rew             | Nova Zelândia  | 1:29:19 |                      |
| 36                | Lucas Mazzo             | Brasil         | 1:29:32 |                      |
| 37                | Dominik Černý           | Eslováquia     | 1:29:41 |                      |
| 38                | Juan Manuel Cano        | Argentina      | 1:29:47 |                      |
| 39                | David Kenny             | Irlanda        | 1:31:23 |                      |
| 40                | Sandeep Kumar           | Índia          | 1:31:58 |                      |
| 41                | Luis Henry Campos       | Peru           | 1:34:02 |                      |
| 42                | Jesús Calderón          | México         | 1:35:43 |                      |
| 43                | Dan Nehnevaj            | Estados Unidos | 1:43:07 |                      |
| 44                | Christopher Linke       | Alemanha       | DNF     | DNF                  |
| 44                | José Alejandro Barrondo | Guatemala      | DSQ     | DSQ                  |

Legenda
| Recorde mundial       | Recorde mundial (World record)               |                       | Recorde africano                      | Recorde africano (African) |                                           | Q | Classificado por posição (Qualified) |
| Recorde do campeonato | Recorde do campeonato (Championship record)  | Recorde da América    | Recorde da América (Americas)         | q                          | Classificado por melhor tempo (Qualified) |   |                                      |
| Melhor marca do ano   | Melhor marca do ano (World leading)          | Recorde asiático      | Recorde asiático (Asian)              | DNS                        | Não largou (Did not start)                |   |                                      |
| Recorde nacional      | Recorde nacional (National record)           | Recorde europeu       | Recorde europeu (European)            | DNF                        | Não terminou (Did not finish)             |   |                                      |
| Recorde pessoal       | Recorde pessoal do atleta (Personal best)    | Recorde da Oceania    | Recorde da Oceania (Oceania)          | DSQ / DQ                   | Desclassificado (Disqualified)            |   |                                      |
| Recorde da temporada  | Recorde da temporada do atleta (Season best) | Recorde sul-americano | Recorde sul-americano (South America) | NM                         | Sem marca (No mark)                       |   |                                      |